# 文鳥様と私
『文鳥様と私』（ぶんちょうさまとわたし）は、今市子による日本の漫画作品。文鳥をテーマにした漫画である。2021年3月現在は『Mystery sara』（青泉社）で連載中。

## 概要
作者が自宅で実際に飼っている文鳥を主題にしたノンフィクションの実録漫画。商業誌ではまず1996年からあおば出版にて作品が発表され、2006年までに単行本を8冊と愛蔵版2冊を発刊する。しかし、2007年のあおば出版倒産に伴い、グリーンアロー出版社（後にBbmfマガジン。現在では青泉社）へと、作品発表の場所を移動する。これにより、2009年には待望されていた続刊の第9巻と、当時絶版となって惜しまれていた単行本8冊が新装版として発行され、その後も順調に巻数を伸ばしている。
一羽一羽の文鳥にキャラクターが立っていて、それぞれの愛と思惑を抱いて交錯する文鳥同士の社会が生き生きと、かつ面白おかしく描かれているのが特徴。

## 掲載誌の変遷
- 1996年4月〜2002年3月…『鳥っこ倶楽部』あおば出版発行の不定期アンソロジー。
- 2002年10月号〜2007年8月号…『ハムスター倶楽部スペシャル』後に『ハムスペ』に改名。あおば出版発行。
- 2007年11月号〜2012年12月号…『Mystery sara』青泉社（旧グリーンアロー出版社、旧Bbmfマガジン）発行。
- 2013年2月号〜2016年1月号…『Mystery Blanc』青泉社発行。
- 2016年2月号〜…『Mystery sara』青泉社発行。『＋動物たちの事件簿』という副題が付く。

## 登場する鳥
日付は、生年月日または入手年月日と、没年月日を表す。
福ピー（ふくぴー、白文鳥、オス、1994年9月-1999年1月17日）
本名福。最初文（白文鳥、オス）といっしょに買われてきたが文は3か月で病死（名前の由来はいずれも「文福茶釜」より）。以後買われてきたハナの夫。ハナとの関係はよくないが、交尾には積極的である。ただし、抱卵も育児もまったく手伝おうとしなかった。文鳥界でも屈指の美貌を持ち、好きなものは自分の姿を写すことの出来る鏡。漫画の表現上の口癖は「美しいオレ」で、ナルシストとしての傾向がみられる。4歳3か月で不慮の事故のため死亡。
ハナ（白文鳥、メス、1995年4月-2000年8月8日）
通称ハナちん。福ピーの妻であったが、夫婦仲は悪かった。卵産みマシーンと呼ばれるほど、卵を産んだが、なぜか生まれたヒナ（ナイゾウ）を育てようとはしなかった。福ピーの死後はスモモと再婚し、4羽の子宝に恵まれた。スモモとの共同作業で子育てに成功し、幸せな晩年を送った。漫画の表現上の口癖は「〜なのね」「んふ…」。5歳5か月で病死。おなかにできたしこりが死因で、卵の産みすぎが禍した可能性が高い。
ナイゾウ（桜文鳥、オス、1996年10月22日-2005年1月11日）
通称ナイちゃん。今家初の自家製文鳥で、福ピーとハナの間に出来た子供。ハナがいっこうに子育てしようとしないので、生後2日から作者が人工で子育てした。その際内臓がすけすけだったことが名前の由来。しかし、与えた餌にカルシウム分が不足しており、つるつるした床で立つことの出来ない脚弱の体を持つこととなった。さらに実際に満腹する量より少ない餌を与えられていたため（作者は「それ以上食べるとそのうがパンクする」と思っていたが、そんなことはなかった）、体が小さい。胴がとても短いという特徴も持つ。加えて病弱なため、病院のお世話になる回数も多かった。体も弱いが頭も弱い模様。しかし、その時期で孵化に成功し生き残った雛はナイゾウ一羽で、何度も病に倒れてはその都度回復したことなどから、本質的な生命力は強かったらしい。漫画の表現上の口癖は「〜なのだ」。誰とも結婚することなく独身でその生涯を閉じたが、自身の母親であるハナをいつも追いかけ回していた。ハナの死後は姪のちまきに接近する。初の自家製文鳥で、今家の文鳥で特に人間に馴れていたため、作者の溺愛は並大抵のものではなく、ナイゾウも他の文鳥（特にスモモ）が警戒するカメラを全く怖がらず、人見知りも全くせず、多くの人間に愛されていた。晩年はお尻にできた腫瘍のため、エリザベスカラーをつけて闘病生活をしたが、完治。死因は老衰かと思われる。
スモモ（白文鳥、オス、1997年11月2日-2008年8月）
ナイゾウの嫁にとデパートで衝動買いをしてきた文鳥。名前の候補には「モモ」が挙がっていたが、痩せているので「スモモ」となった。顔が可愛くメスに違いないと思いこんで買ってきたが、実際にはオスだったことが判明。以降、ナイゾウとは犬猿の仲である。しかし、その後なぜか福ピーのことを「アニキ」と呼んで、いつもついて回って行動するようになった。要するにホモである。福ピーの死後は、1歳になって発情期を迎えた頃から不倫関係にあったハナと結婚し幸せな家庭を築いた。ハナの死後は孫のちまきと再婚し、1羽の子宝を授かる。白内障を抱えるなど老鳥症状も。およそ11歳で亡くなる。
ささめ（桜文鳥、メス、1998年4月2日-2006年8月20日）
ナイゾウの嫁にと買われてきた二匹目の文鳥であるが、結局ナイゾウと結婚することはなかった。名前の候補には「みよちゃん」が挙がっていたが、笹川さんという友人の漫画家が作者の夢の中で自分の名前からとって「ささめ」と命名するよう勧めたので、「ささめ」に決定した。当初は奥ゆかしい性格で他の鳥たちにいじめられていたが、ある日自分の強さに気づいてからは、高飛車な性格に豹変した。ささめは福ピーやスモモが好きな模様だが、基本的に相手にされていない。独身で、1羽の子宝も授かっていない。とにかくモテず、もともと手のりでないこともあって人にもあまり馴れない。夢は世界征服あるいは宇宙の支配者だと作者に推定されているが、ささめ自身は漫画の表現上だが「幸せな家庭を築くこと」と語っている。文鳥はスズメ同様両足を揃えてぴょんぴょん跳ねるホッピング歩行をする鳥であるが、年をとったささめはカラスタイプの両足を交互に出す歩行をするようになる。両目に白内障を発症するも通院投薬を経て視力が回復したり（しかもその薬は進行を遅らせる薬なので、医者も不審に思っていた）、体重が激減してもう駄目だと思われつつも数週間持ちこたえるなどタフさを示す。9歳4か月で死亡するが（入手した当時に1歳と仮定した上での年齢）、入手してしばらく経った頃、ハゲていた頭の後ろに生えてきた羽毛が白かったため、それより高齢と作者は推察している。実際のところ入手した当時完全な成鳥だったため正確な年齢は不明で、前述の「入手当時1歳（もしくは2歳）」という年齢は、出身の鳥専門店の店主の推定によるものである。
うさ（白文鳥、オス、1998年12月31日-2010年10月1日）
ハナとスモモの間に出来た子供（実際のところかめと共に父親は不明で、交尾の頻度から作者が推測。福ピーが父親の可能性もある）。ナイゾウ人工給餌の反省を踏まえ、栄養バランスと量に十分配慮して育てたため見事な体格の白文鳥に育つ。MAX体重は32g（肥満ではない）。かめと並んで悪さするギャング文鳥として名高かったが、じゅんじゅんと結婚してからは弟と犬猿の仲に。じゅんじゅんを亡くしたあとはひなこと再婚し、10歳を過ぎてもなお求婚ソングを歌い交尾を試みるなど弟かめに比し元気だったが、11歳になりさすがにバリアフリー生活に。11歳9ヶ月、締め切りに追われる作者の手の中で看取られつつ死亡。
かめ（白文鳥、オス、1999年1月3日-2009年10月末）
ハナとスモモの間に出来た子供で、うさの弟にあたる。うさに比較して割と人懐こい性格。けんけんと結婚。10歳過ぎてもメスに求婚を忘れないうさより3日若いが、かめはバリアフリーの老文鳥ライフを送り、10歳9ヶ月で老衰にて死亡。
じゅんじゅん（白文鳥、メス、1999年2月22日-2007年5月）
ハナとスモモの間に出来た子供。うさの妻。十数羽の子宝を授かったが、ちまきを残して全て養子に出した。生後5ヶ月から卵を産み始めたせいか、2歳にして母のハナに似たかなりやつれた容姿になり、体もあまり大きくならなかった。名前の由来はドラマ「ケイゾク」の主人公柴田純から。　2007年肝炎で亡くなる（8歳3ヶ月）。
けんけん（白文鳥、メス、1999年2月22日-2009年11月）
ハナとスモモの間に出来た子供で、じゅんじゅんとは姉妹の関係に当たる。かめの妻。うさじゅんと同じく十数羽の子宝を授かったが、足の不自由なしんのすけを残して全て養子に出した。名前の由来はドラマ「ケイゾク」の主人公柴田純の相方真山徹の名前を当時知らず、「けん」と想像したことから。夫かめが亡くなったその初七日に10歳8ヶ月にて死亡する。
しんのすけ（白文鳥、オス、2000年2月28日-2007年1月）
かめとけんけんの間に出来た子供であるが、近親交配、またはささめに托卵した際に卵を温めるのを放置されたためか、生まれつき足が不自由で、青年期になると飛ぶことはおろか立つことさえできない寝たきり文鳥となってしまっている。さらに背骨が湾曲していて、体がやや右に曲がっている。しかし、ナイゾウと違って骨格も体つきもしっかりしており、頭もいいらしい。両親ではなく、祖父母のスモモとハナに育てられた。当初はちまきと同棲していたが、ちまきがスモモと結婚してからは、スモモとちまきの間に出来た子供ひなこと同棲している。かごは当初はハムスター用ケージを使用、後に同棲するのにも適したバリアフリー構造に作者が改造したが、動くのさえ億劫で結局ほとんどえさ箱の中で生活しているような状態。名前の由来は市川新之助。が、たいていクレヨンしんちゃんのしんのすけと間違われる。2007年春に6歳11ヶ月で亡くなる。
ちまき（白文鳥、メス、2000年5月27日-2007年3月）
うさとじゅんじゅんの間に出来た子供で美少女文鳥。作者が油断して生ませてしまい、里親も見つからず、そのまま今家の文鳥となった。いとこのしんのすけと同棲していたが、のちに祖父のスモモと結婚し、1羽の子宝を授かることとなった。卵性腹膜炎に由来する重篤なヘルニアを発症し亡くなる（6歳10ヶ月）。
ジョリィ（十姉妹、メス、2000年4月27日-2008年10月）
しんのすけの姉・くららが養子に出された際、その代わりに養子にもらわれてきた十姉妹兄妹の妹。バーバラの妹で、妻でもある。こげ茶色模様からオスと間違われて「ジョン」という名前をつけられたが、後にメスと判明したため「ジョリイ」に改名。体重17gで獣医師に肥満認定されるおデブちゃん十姉妹。8歳で亡くなる。
バーバラ（十姉妹、オス、2000年4月27日-2004年5月）
養子にもらわれてきた十姉妹兄妹の兄。薄茶色模様からメスと間違われてこの名前に。ジョリィ同様、小さい頃はしんのすけと仲が良かったが、やがて共にしんのすけの追っかけと化す。特にバーバラはいつもしんのすけを襲おうとセクハラをしており、「変態十姉妹」と悪名高かった。が、両方オスである。2004年5月に病死。
ポン太（十姉妹、オス、2001年7月12日-2007年7月13日）
ジョリィとバーバラの間に出来た子供。命名は当初「ジェローム」か「ジェームス」の予定だったが、その顔から「ポン太」となった。母・ジョリィとは怪しい関係に。4歳の時左胸に腫瘍を抱える。6歳で亡くなる。
さえきひなこ（白文鳥、2002年3月3日-2011年11月）
スモモとちまきの間に出来た子供で、スモモの子供にも、ひ孫にも当たる。名前の由来は『エコエコアザラク』で主人公・黒井ミサを演じた佐伯日菜子。漫画の表現上の口癖は「きゃーっ」。本人は子供が欲しい様だが、相手がいないため願望が叶えられず、ストレスから自分の胸毛を抜くようになり胸がハゲになっている。同居していたしんのすけが亡くなったあとは、同じくパートナーを亡くしたうさと再婚。老化による重度の便秘となり、獣医師の指導を受けた作者による排便介助の世話を受けつつ9歳8ヶ月で亡くなる。
ういろう（桜文鳥、オス、2006年8月27日-2016年6月）
世代交代としてやってきた顔が長い馬面桜文鳥。同じ日にペットショップから買われてきたくじらと結婚するがDV傾向あり。当初かなりべたべたな手乗り文鳥だったが子育てを経てからは人間に厳しい文鳥に。漫画表現上の口癖は「〜やんす」。7歳半から白内障と心臓病を抱え投薬生活に。9歳10ヶ月で亡くなる。
くじら（桜文鳥、メス、2006年10月25日-2015年8月）
小柄で嘴が短く小顔が可愛い、薄毛で羽の脂気がなくてぱさぱさ気味で少しぽっちゃりさんな桜文鳥。ういろうより2ヶ月年下の妻。人間はあまり好きではない。本鳥が意識してやっているかは定かでないが、可愛い仕草素振りで籠から出してもらおうとアピールするのが得意技。ケージの上にかけてある糞よけタオルの下にもぐりこんで、布団をかぶった状態で休むという賢い技を持っている。腹部腫瘍と思しき症状で8歳10カ月にて亡くなる。
かぶら（桜文鳥、オス、2007年11月20日-2014年11月）
ういろうとくじらの息子。雛時代、嘴の上に蕪のような形をした白い箇所があることからこの名前に。今家のオス文鳥が歌い継ぐ初代ボス・福ピーのさえずりをなかなか覚えられなかった。生後4ヶ月のとき重症の胆嚢腫があると判明し、余命1年と宣告され投薬治療の身となる。弟のピンクいと仲が良く左右合体技を覚えるほどだが、病気治療で別種類の飲水投薬のためピンクいとは隣のケージで別居。ピンクいとケージが離されると、弟に会うため籠脱けまでする珍しい技あり文鳥。ケージが隣合っているときは落ち着いて籠脱けしないらしい。病気を抱えているためか、おっとりとした性格。7歳の誕生日を目前にした時期、悪化した胆嚢腫が肺を圧迫、呼吸困難な状態が続き死去する。
きん（桜文鳥、オス、2007年11月21日-2014年？）
ういろうとくじらの息子。黄色の足輪をしていることからこの名に。父・母、兄・弟がペアになっている中パートナーがいない一匹文鳥。びびりな性格。兄かぶらが亡くなった翌日体調を崩し、病院で同じく胆嚢腫を抱えていると判明し通院することに。かぶらが亡くなったあと後を追うように亡くなる。享年7歳。
ピンクい（桜文鳥、オス、2007年11月22日-2017年）
ういろうとくじらの息子。ピンクの足輪由来でこの名前がついているが、病院通いでの仮称は「うめ」。兄かぶらが胆嚢腫持ちと判明したのと合わせて検査された結果、初期の胆嚢腫があると分かりともに投薬治療。兄であるかぶらととても仲が良い。やんちゃな性格でブランコ遊びが得意。2017年1月、9歳2ヶ月で右目に白内障を発症。10歳で亡くなる。
淡雪（桜文鳥、オス、2007年11月20日-2018年5月1日）
ういろう・くじら夫婦の間に生まれた、かぶら（誕生日が同じ）・きん・ピンクいの兄弟。あだ名は「あわたん」。作者のアシスタントも務める漫画家・汐崎隼氏に貰われ、体格の良いべた慣れ手乗り文鳥に育つ。飼い主の仕事の関係で今家に来ることが多く、しばしば漫画内でも登場する。良く躾けられたお坊ちゃんぶりの演出として首元に小さな蝶ネクタイが描かれている。胆嚢腫や白内障を抱える父鳥・兄弟鳥とは対照的に健康優良鳥である。10歳5カ月で亡くなる。
麦（白文鳥、メス、2014年11月-）
ういろうとピンクいの文鳥男唄の継承者となることを期待されて今家にやってきた白文鳥だったが、メスと判明。当初7歳年齢差のあるピンクいと仲良くしてもらえなかったが、産卵抱卵を通じて、ピンクいとペアになる。
だいず（桜文鳥、オス、2016年8月-）
2016年12月に今家にやってきた桜文鳥。オスの求愛行動であるさえずりを歌うのが下手で、今家の初代オス・福ピーから20年以上歌い継がれてきた男歌が途絶えるかもしれないと危惧されている。
こんぶ（桜文鳥、メス、2016年11月-）
2016年12月にだいずと共に今家にやってきた桜文鳥。

## 書誌情報

### Bbmfマガジン（旧グリーンアロー出版社）/ LGAコミックス
新装版
- 今市子『文鳥様と私』青泉社〈LGAコミックス〉、既刊25巻（2025年3月21日現在）
  1. 2009年2月6日初版刊行、ISBN 978-4-7663-3406-7
  2. 2009年2月6日初版刊行、ISBN 978-4-7663-3407-4
  3. 2009年3月6日初版刊行、ISBN 978-4-7663-3411-1
  4. 2009年3月6日初版刊行、ISBN 978-4-7663-3412-8
  5. 2009年4月6日初版刊行、ISBN 978-4-7663-3423-4
  6. 2009年4月6日初版刊行、ISBN 978-4-7663-3424-1
  7. 2009年5月6日初版刊行、ISBN 978-4-7663-3436-4
  8. 2009年5月6日初版刊行、ISBN 978-4-7663-3427-2
  9. 2009年1月6日初版刊行、ISBN 978-4-7663-3400-5
  10. 2010年2月6日初版刊行、ISBN 978-4-7663-3492-0
  11. 2011年2月7日初版刊行（同日発売[3]）、ISBN 978-4-7663-3531-6
  12. 2012年2月25日初版刊行（2月20日発売[4]）、ISBN 978-4-7663-3567-5
  13. 2013年2月20日初版刊行（同日発売[5]）、ISBN 978-4-907203-00-9
  14. 2014年2月20日初版刊行（同日発売[6]）、ISBN 978-4-907203-11-5
  15. 2015年3月20日初版刊行（同日発売[7]）、ISBN 978-4-907203-23-8
  16. 2016年3月20日初版刊行（3月19日発売[8]）、ISBN 978-4-907203-38-2
  17. 2017年3月20日初版刊行（同日発売[9]）、ISBN 978-4-907203-58-0
  18. 2018年3月20日初版刊行（同日発売[10]）、ISBN 978-4-907203-71-9
  19. 2019年3月20日初版刊行（3月22日発売[11]）、ISBN 978-4-907203-80-1
  20. 2020年3月23日初版発行（同日発売[12]）、ISBN 978-4-907203-89-4
  21. 2021年3月発行（3月22日発売[13]）、ISBN 978-4-910429-10-6
  22. 2022年3月発行（3月22日発売[14]）、ISBN 978-4-910429-10-6
  23. 2023年3月20日発売[15]、ISBN 978-4-86778-016-9
  24. 2023年3月21日発売[16]、ISBN 978-4-86778-075-6
  25. 2025年3月21日発売[17]、ISBN 978-4-86778-149-4
- 文鳥様と私 文鳥王国誕生編（2011年8月23日初版刊行（同日発売[18]）、ISBN 978-4-7663-3552-1）
- 文鳥様と私 miniイラストコミック（2014年2月20日初版刊行（同日発売[19]）、ISBN 978-4-910429-58-8）

### あおば出版
旧版
- 今市子『文鳥様と私』あおば出版
  1. 2000年6月16日初版刊行、ISBN 978-4873171517
  2. 2001年4月16日初版刊行、ISBN 978-4873171906
  3. 2002年4月16日初版刊行、ISBN 978-4873172323
  4. 2003年4月16日初版刊行、ISBN 978-4873172903
  5. 2003年11月15日初版刊行、ISBN 978-4873173351
  6. 2004年9月16日初版刊行、ISBN 978-4873173931
  7. 2005年10月15日初版刊行、ISBN 978-4873176130
  8. 2006年10月28日初版刊行、ISBN 978-4873178677
- 今市子『文鳥様と私 愛蔵版』あおば出版
  1. 2005年12月16日初版刊行、ISBN 978-4873176277 - 1巻と2巻を収録。
  2. 2006年8月29日初版刊行、ISBN 978-4873178448 - 3巻と4巻を収録。
- あおばコミックス693 トリさま（2006年12月28日初版刊行、ISBN 978-4873178936）
  - 流水りんこ、香川祐美、新子友子、さくらまこ、狭霧家薫、もんこはんとの鳥漫画アンソロジー　『文鳥様と私（9）』冒頭2編を収録。

### 朝日新聞出版
新装版
- 美しき獣たち新版（2007年12月初版刊行、ISBN 978-4022130341）

### 朝日ソノラマ
旧版
- 美しき獣たち（2006年8月25日初版刊行、ISBN 978-4257905646） - 「ネムキ」「本当にあった笑っちゃう話」など、朝日ソノラマ発行の雑誌に掲載された文鳥関係の作品群を主軸に、同人誌からの再録と歴代文鳥相関図・カラー写真・シール・年賀状などをまとめた1冊。

### ebookjapan
電子書籍
装丁はあおば出版バージョン
- 文鳥様と私（1）〜（6）